# Mösenthin
Mösenthin ist ein Ortsteil der Ortschaft Jeggeleben und der Stadt Kalbe (Milde) im Altmarkkreis Salzwedel in Sachsen-Anhalt.

## Geographie
Mösenthin, ein ehemaliges Rundplatzdorf mit Kirche, liegt etwa 13 Kilometer nordwestlich der Stadt Kalbe (Milde) am Baarser Mühlengraben in der Altmark.

## Geschichte

### Mittelalter bis Neuzeit
Im Jahre 1297 wurde berichtet, dass die Kirche im Dorf Mösentin jährlich eine Wispel Roggen erhalten sollte. Im Landbuch der Mark Brandenburg von 1375 wird der Ort als Mösentin aufgeführt. Er war teilweise unbewohnt – 21⁄2 frusta sunt deserta. 1420 war der Ort total wüst. Weitere Nennungen sind 1444 Mosentin, 1435 dorp Mosentin, 1492 Massenthin, 1541 Moseltin, 1600 Mosentin, 1687 Mösentien.
Bei der Bodenreform wurde festgestellt: Eine Besitzung mit über 100 Hektar hat 301 Hektar, 12 Besitzungen unter 100 Hektar haben zusammen 200 Hektar und der Kirche gehört 1 Hektar. 1946 wurde die Herrschaft Beetzendorf II enteignet, sie umfasste 304 Hektar.
Im Jahre 1986 hatte die Revierförsterei Jeggeleben des Staatlichen Forstwirtschaftsbetriebs Salzwedel ihren Sitz in Mösenthin.

### Erste Erwähnung 1160
Adolph Friedrich Riedel schrieb im Jahre 1831, dass Mösenthin „vermutlich der Wohnsitz des Marod von Musithin war, der sich im Jahre 1160 im Gefolge des Markgrafen Albrecht des Bären befand“. Diese Angabe bezieht sich auf den Zeugen Marold de Musitsin in einer Urkunde über die heutige Wüstung Hohenköthen. Der Ort Musitsin, auch Musizin oder Möst an der Fuhne genannt, liegt zwischen Löbejün und Zörbig und ist das heutige Dorf Mösthinsdorf.
Der Historiker Peter P. Rohrlach schreibt daher: „Die Angabe bei Hermes-Weigelt, der Ort werde urkundlich schon um 1160 erwähnt, ist nicht zu belegen.“

### Eingemeindungen
Ursprünglich gehörte das Dorf zum Arendseeischen Kreis der Mark Brandenburg in der Altmark. Zwischen 1807 und 1813 lag der Ort im Kanton Groß Apenburg auf dem Territorium des napoleonischen Königreichs Westphalen. Nach weiteren Änderungen gehörte die Gemeinde ab 1816 zum Landkreis Salzwedel.
Am 20. Juli 1950 wurde die Gemeinde Mösenthin in die Gemeinde Jeggeleben eingemeindet. Am 1. Januar 2011 wurde Jeggeleben nach Kalbe (Milde) eingemeindet. So kam Mösenthin als Ortsteil zur neuen Ortschaft Jeggeleben und zur Stadt Kalbe (Milde).

### Einwohnerentwicklung
| Jahr | Einwohner |
| ---- | --------- |
| 1734 | 45        |
| 1774 | 35        |
| 1789 | 48        |
| 1798 | 45        |
| 1801 | 48        |
| 1818 | 53        |
| 1840 | 60        |
| 1864 | 80        |

| Jahr | Einwohner |
| ---- | --------- |
| 1871 | 73        |
| 1885 | 64        |
| 1892 | [00]69    |
| 1895 | 66        |
| 1900 | [00]62    |
| 1905 | 60        |
| 1910 | [00]44    |
| 1925 | 71        |

| Jahr | Einwohner |
| ---- | --------- |
| 1939 | 063       |
| 1946 | 112       |
| 2015 | 025       |
| 2016 | 024       |
| 2017 | 025       |
| 2018 | 024       |
| 2020 | [00]032   |
| 2021 | [00]032   |

| Jahr | Einwohner |
| ---- | --------- |
| 2022 | [0]33     |
| 2023 | [0]33     |

Quelle, wenn nicht angegeben, bis 1946 und 2015 bis 2018

## Religion
Die evangelische Kirchengemeinde Mösenthin, die früher zur Pfarrei Winterfeld gehörte, wird heute betreut vom Pfarrbereich Apenburg im Kirchenkreis Salzwedel im Bischofssprengel Magdeburg der Evangelischen Kirche in Mitteldeutschland. Die ältesten überlieferten Kirchenbücher für Winterfeld stammen aus dem Jahre 1600.
Die katholischen Christen gehören zur Pfarrei St. Laurentius in Salzwedel im Dekanat Stendal im Bistum Magdeburg.

## Kultur und Sehenswürdigkeiten
- Die evangelische Dorfkirche Mösenthin ist eine rechteckige Feldsteinkirche mit hochgezogenem Glockenträger.[21]
- Der Ortsfriedhof ist auf dem Kirchhof.